# Ченад
Ченад (рум. Cenad) — комуна у повіті Тіміш в Румунії. До складу комуни входить єдине село Ченад.
Комуна розташована на відстані 470 км на північний захід від Бухареста, 65 км на північний захід від Тімішоари.

## Населення
За даними перепису населення 2002 року у комуні проживали 4249 осіб.
Національний склад населення комуни:
| Національність | Кількість осіб | Відсоток |
| -------------- | -------------- | -------- |
| румуни         | 2820           | 66,4%    |
| угорці         | 657            | 15,5%    |
| цигани         | 367            | 8,6%     |
| серби          | 320            | 7,5%     |
| німці          | 48             | 1,1%     |
| українці       | 18             | 0,4%     |
| болгари        | 13             | 0,3%     |
| турки          | 2              | < 0,1%   |
| словаки        | 2              | < 0,1%   |
| хорвати        | 2              | < 0,1%   |

Рідною мовою назвали:
| Мова       | Кількість осіб | Відсоток |
| ---------- | -------------- | -------- |
| румунська  | 2990           | 70,4%    |
| угорська   | 655            | 15,4%    |
| сербська   | 312            | 7,3%     |
| циганська  | 215            | 5,1%     |
| німецька   | 50             | 1,2%     |
| українська | 14             | 0,3%     |
| болгарська | 9              | 0,2%     |
| турецька   | 2              | < 0,1%   |
| хорватська | 2              | < 0,1%   |

Склад населення комуни за віросповіданням:
| Релігія                                       | Кількість осіб | Відсоток |
| --------------------------------------------- | -------------- | -------- |
| православні                                   | 2995           | 70,5%    |
| римо-католики                                 | 955            | 22,5%    |
| греко-католики                                | 136            | 3,2%     |
| п'ятдесятники                                 | 99             | 2,3%     |
| реформати                                     | 22             | 0,5%     |
| баптисти                                      | 19             | 0,4%     |
| адвентисти                                    | 11             | 0,3%     |
| старообрядці                                  | 5              | 0,1%     |
| унітарії                                      | 2              | < 0,1%   |
| лютерани (Синодально-пресвітеріанська церква) | 2              | < 0,1%   |
| не вказали релігію                            | 2              | < 0,1%   |

## Зовнішні посилання
- Дані про комуну Ченад на сайті Ghidul Primăriilor